# Bobby Frasor
Robert John Frasor, detto Bobby (Blue Island, 31 ottobre 1986), è un ex cestista, allenatore di pallacanestro e dirigente sportivo statunitense.

## Carriera
Frasor ha vinto il Titolo NCAA 2009 con i Tar Heels dell'Università della Carolina del Nord a Chapel Hill. Nella stagione 2009-2010 ha esordito da professionista con il Levski Sofia, con cui ha disputato 51 incontri in Natsionalna basketbolna liga. La stagione seguente ha giocato nel campionato cipriota con l'Achilleas Kaïmakliou.
Terminata l'esperienza con l'Achilleas, Frasor ha deciso di ritirarsi dall'attività professionistica. È stato quindi ingaggiato dai North Carolina Tar Heels come assistente coordinatore video del coach Roy Williams. Nell'aprile 2012 si è trasferito ai Blazers della University of Alabama at Birmingham in qualità di responsabile operativo.
Nel 2015 è stato nominato allenatore della Brother Rice High School.

## Palmarès

### Squadra
- Campione NCAA :1

2009
- Coppa di Bulgaria: 1

Levski Sofia: 2010
- Lega Balcanica: 1

Levski Sofia: 2009-10

### Individuale
- McDonald's All-American Game: 1

2005